# Eisenzeitliche Siedlung bei Bantorf
Koordinaten: 52° 20′ 18″ N, 9° 25′ 19″ O

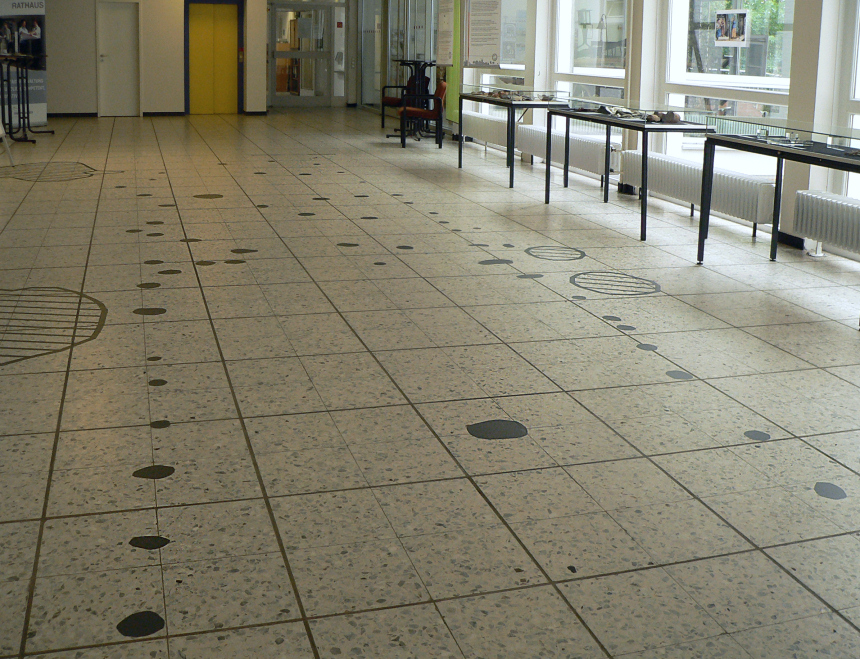
Ausstellung der Grabungsfunde mit auf den Boden aufgemalten Pfostengruben und Gruben

Die eisenzeitliche Siedlung bei Bantorf war eine vorgeschichtliche Siedlung, die
während der vorrömischen Eisenzeit um 500 v. Chr. bis zum Beginn der Römischen Kaiserzeit um Christi Geburt bestand. Sie lag bei Bantorf, einem heutigen Stadtteil von Barsinghausen am westlichen Rand der Region Hannover in Niedersachsen. Reste der über 2000 Jahre alten frühgermanischen Siedlung wurden 2011 bei Baumaßnahmen entdeckt, was zu einer mehrmonatigen archäologischen Rettungsgrabung führte.

## Ausgrabung
Die Entdeckung der Siedlungsstelle erfolgte im Jahr 2011 bei Baumaßnahmen zur Vergrößerung des Gewerbegebietes Bantorf-Nord an der BAB 2. Sie lag auf freiem Feld nordöstlich von Bantorf und westlich von Wichtringhausen. Die ersten Funde wurden bei Bauarbeiten für ein Regenrückhaltebecken im März 2011 gemacht, als eine Archäologin das Abtragen des Oberbodens beobachtete. Im Laufe der Rettungsgrabung kam es zu weiteren Funden auf dem weitläufigen Baugelände für das Logistiklager der Lebensmittelkette Kaufland. Die Baupläne waren bereits seit 2008 bekannt. Bei ersten Prospektionsmaßnahmen durch eine Begehung auf dem künftigen Baugelände im Jahre 2009 gab es keine Anhaltspunkte auf archäologisch bedeutsame Befunde. Ebenso verlief eine Auswertung von luftbildarchäologischen Aufnahmen negativ und führte nicht zur Feststellung von Bewuchsmerkmalen. Die von einem Grabungsunternehmen durchgeführte und vom Niedersächsischen Landesamt für Denkmalpflege begleitete Ausgrabung dauerte von März bis Juli 2011 an. Die insgesamt untersuchte Fläche war 7 ha groß, die einzelnen Grabungsflächen weit kleiner. Nach dem im Niedersächsischen Denkmalschutzgesetz festgeschriebenen Verursacherprinzip trugen die beiden Unternehmen, die auf dem Gelände Baumaßnahmen durchführen ließen, die Grabungskosten. Für das kleinere Gelände des Regenrückhaltebeckens sollen sie 75.000 Euro betragen haben.

## Funde
Die archäologischen Untersuchungen führten zum Auffinden der Grundrisse von fünf größeren, mehrschiffigen Häusern sowie zwei Grubenhäusern. Insgesamt wurden 524 Verfärbungen von Pfostengruben festgestellt. Außerdem wurden an der Fundstelle mehrere zur Siedlung gehörende Speicher in Pfostenbauweise festgestellt und Vorrats- sowie Abfallgruben ausgegraben. Die Siedlung konnte nicht vollständig erforscht werden, da sie sich auf einem Gelände fortsetzt, das bereits vor Jahren mit einem großen Gebäudekomplex überbaut worden ist.
Die gefundene Gefäßkeramik war sehr umfangreich und zum Teil gut erhalten. Weitere Fundstücke waren farbige Glasperlen, vermutlich von einer Kette, eine Pinzette aus Bronze, Webgewichte und eine Hohlspiegelnadel aus Bronze. Ebenso wurden kleine Knochenstücke von Tieren gefunden, die anscheinend den Bewohnern als Nahrung gedient hatten. Das Knochenmaterial hat sich in dem kalkarmen Lössboden jedoch schlecht erhalten.

### Nienburger Tasse

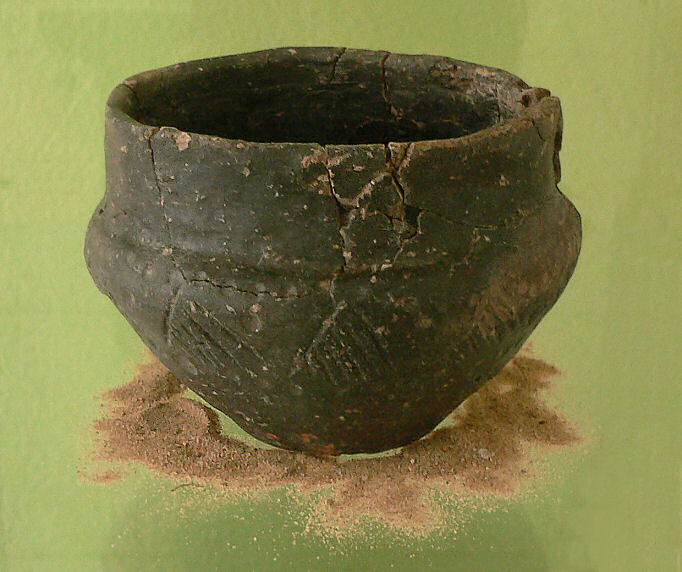
In Bantorf gefundene Nienburger Tasse

Zur Gefäßkeramik gehören Fundstücke der Nienburger Tasse. Diese Keramik wird der Nienburger Gruppe zugeschrieben, die sich im Bereich des heutigen Niedersachsens während der frühen Eisenzeit ab dem 6. bis 5. Jahrhundert v. Chr. bildete. Bei der Nienburger Tasse handelt es sich um Keramikgefäße, die kunstvoll verziert sind und einen randständigen Henkel besitzen. Die Kulturgruppe ist nach einem Grabhügelfeld in Erichshagen bei Nienburg als erstem Fundort der Keramik benannt worden.

## Bewertung
Nach Einschätzung der Archäologen handelte es sich um eine einfache bäuerliche Siedlung mit Vorratshaltung und Haustieren. Das Fehlen von Metallgegenständen sowie die Fundsituationen ließen darauf schließen, dass sie als frühgermanische Ansiedlung etwa im 1. Jahrhundert aufgegeben und verlagert worden ist. Vom Ausmaß her handelt es sich für Niedersachsen um eine siedlungsarchäologisch große Fundstelle. Wegen der Größe und geographischen Lage nördlich des Deisters wird vermutet, dass die Ansiedlung an einem Knotenpunkt von Handelswegen, wie des Hellwegs, lag.

## Präsentation
Im September 2012 fand aus Anlass der Grabung im Jahre 2011 im Rathaus in Barsinghausen eine Ausstellung unter dem Tenor „7 hektar Vorgeschichte. Bantorf-Nord, eine eisenzeitliche Siedlung am Hellweg“ mit einzelnen Fundstücken statt.
Diese Präsentation wurde vor Ort als notwendig empfunden, weil die Funde sonst für die Bevölkerung ungesehen im Niedersächsischen Landesmuseum Hannover eingelagert würden. Bei der Ausstellung waren auf dem Fußboden im Maßstab 1:3 die aufgefundenen Pfostenlöcher eines eisenzeitlichen Wohngebäudes auf den Boden aufgemalt. Auch waren Vorrats- und Abfallgruben auf diese Weise auf dem Boden markiert. Einzelne rekonstruierte und restaurierte Fundstücke, wie Keramik, Metallteile und Tonstücke, wurden in Vitrinen gezeigt. Unter dem Motto „Wie lebten die Menschen in Barsinghausen in der Zeit 500 v. Christus?“ befasste sich die Ausstellung nicht nur mit der Ausgrabung, sondern vermittelte auch einen Einblick in die Lebensumstände der Menschen während der Eisenzeit. Ebenso wurden die Arbeitsmethoden und -mittel der heutigen Archäologen gezeigt.

## Fundstücke

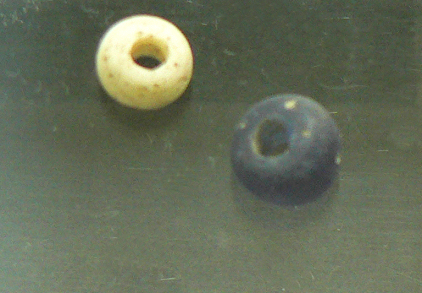
Perlen aus weißem Stein und blauem Glas
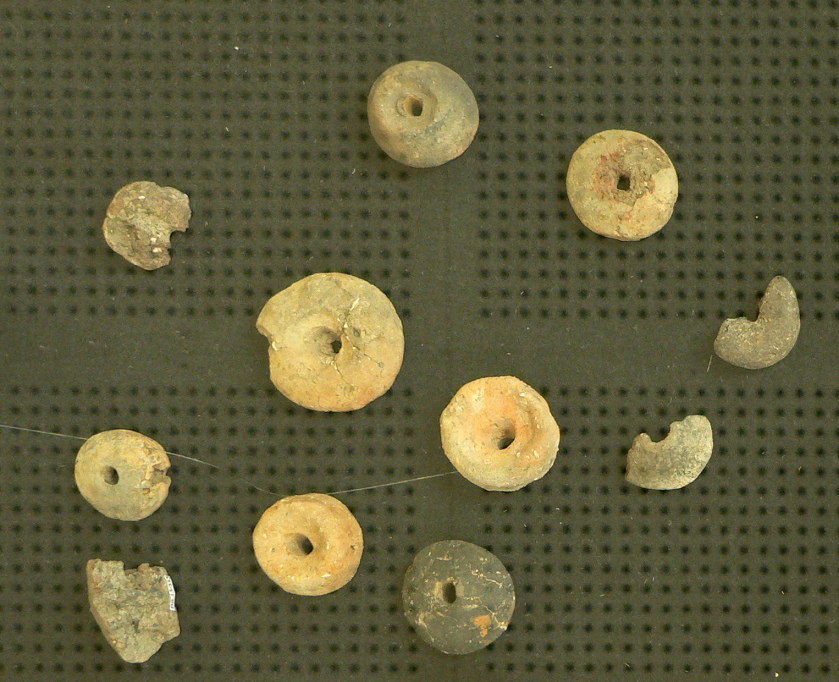
Webgewichte aus Ton
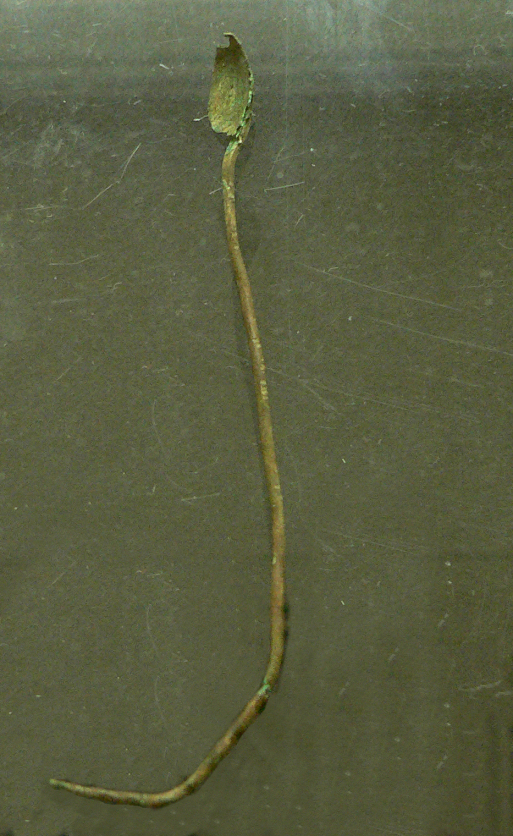
Hohlspiegelnadel aus Bronze
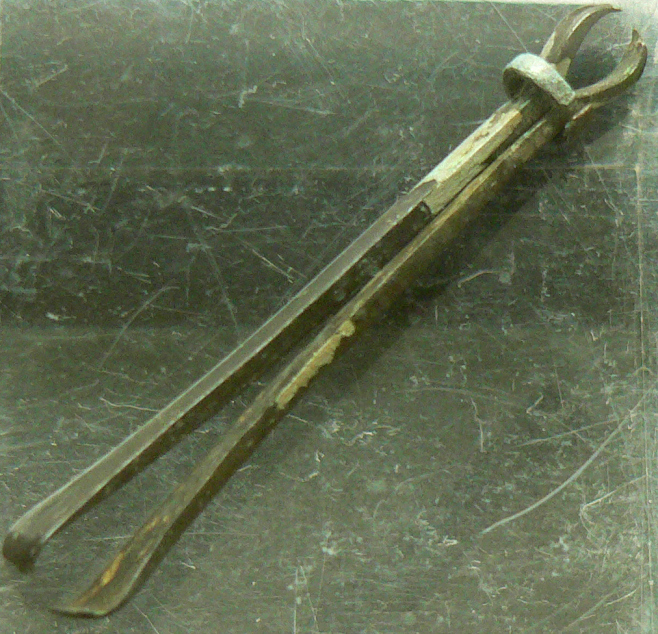
Pinzette aus Bronze
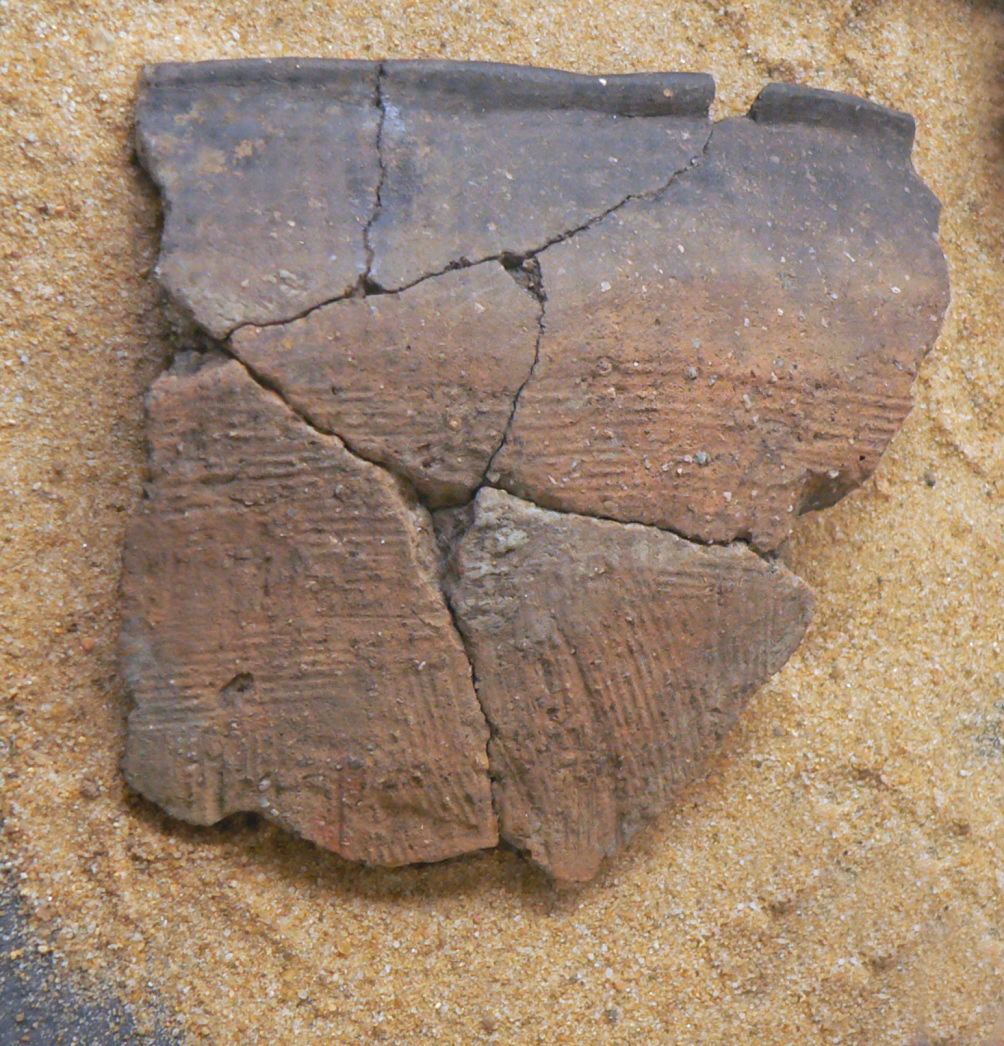
Strichförmig verzierte Keramik